# BioIndustrie 2021
Der Clusterwettbewerb BioIndustrie 2021 ist eine Fördermaßnahme des Bundesministeriums für Bildung und Forschung (BMBF), welche am 31. August 2006, unter dem Namen „BioIndustrie 2021 – Cluster-Wettbewerb zur Entwicklung neuer Produkte und Verfahren in der Industriellen Biotechnologie“ im Rahmenprogramm „Biotechnologie – Chancen nutzen und gestalten“, bekannt gemacht wurde. Ziel der Fördermaßnahme ist die Bildung strategischer Cluster, welche regionale – aber auch überregionale – Kompetenzen von Unternehmen, Akademie und Akteuren der Finanzwirtschaft innerhalb eines bestimmten Themenbereichs der Industriellen Biotechnologie bündeln sollen. Auf diese Weise soll die Industrielle Biotechnologie, und damit einhergehend auch die biobasierte Industrie, in den Regionen verankert, der Technologietransfer vorangetrieben und die Wettbewerbsfähigkeit Deutschlands verbessert werden.

## Aufbau einer biobasierten Industrie
Ein wichtiger Fokus der Hightech-Strategie der Bundesregierung ist der Forschungszweig der Industriellen Biotechnologie, welcher als zukunftsweisende Branche verstärkt gefördert werden soll. Aus diesem Grund wurde 2006 auch der Clusterwettbewerb „BioIndustrie 2021“ mit dem hehren Ziel der Errichtung einer biobasierten Industrie bis zum Jahr 2021 ins Leben gerufen. Die fünf Gewinner des BMBF-Clusterwettbewerbs sollen dazu beitragen, Ideen und Forschungsergebnisse im Bereich der Industriellen Biotechnologie aus wissenschaftlichen Einrichtungen schneller in Form von Produkten oder Verfahren in den Markt zu bringen. Dafür förderte das BMBF die fünf Cluster bis 2012/2013 mit insgesamt 60 Millionen Euro und konnte so insgesamt weitere ca. 100 Millionen Euro an Finanzmittel aus der Wirtschaft mobilisieren.
Die Industrielle Biotechnologie wird als die Querschnittstechnologie für eine biobasierte Industrie (auch Bioökonomie) angesehen. Sie soll zahlreiche Branchen, wie z. B. die Chemie-, Textil-, Farben- und Lack-, Papier-, Lebens- und Futtermittelindustrie als auch noch weniger eingebundene Branchen wie die Automobil- oder Luftfahrtindustrie „biologisieren“. Sukzessive sollen so zukünftig immer mehr petrobasierte Produkte und Verfahren durch nachwachsende Rohstoffe und biotechnologische Prozesse abgelöst werden (Kölner Erklärung). Jedoch ist vor allem der Transfer der Technologien vom Labor- in den industriellen Maßstab mit unvorhersehbaren Problemen behaftet. Deshalb ist ein weiterer notwendiger Schritt auf dem Weg zu einer biobasierten Industrie die Vernetzung von Institutionen und Disziplinen, wie z. B. den Natur-, Informatik- und Ingenieurwissenschaften.
Bis heute entstanden aus der Verbindung von Lebens- und Ingenieurwissenschaften eine Vielzahl an Produkten wie Spezialchemikalien, moderne Biokraftstoffe der 2. Generation oder Lebensmittelzusatzstoffe. Neben großen Chemiekonzernen wie Clariant, Henkel, oder Evonik gibt es in Deutschland bereits mehrere Hundert Unternehmen, die den Ausbau einer biobasierten Industrie selbst vorantreiben.
Die fünf geförderten Cluster sind:
- Cluster BIOKATALYSE2021 in Hamburg
- Cluster Biopolymere/Biowerkstoffe in Stuttgart
- Cluster Integrierte Bioindustrie – CIB in Frankfurt
- Cluster Industrielle Biotechnologie – CLIB2021 in Düsseldorf
- IBB Netzwerk GmbH in Martinsried bei München

In 2010 wurden die fünf Gewinnercluster einer Zwischenevaluierung unterzogen, wonach sie einen guten Entwicklungsfortschritt vorweisen konnten.

## Arbeitskreis BioIndustrie 2021
Die fünf Cluster haben sich gegen Ende 2008 im „Arbeitskreis BioIndustrie 2021“ zusammengeschlossen. Damit werden die durch den BMBF-Clusterwettbewerb angestrebten Ziele nicht nur regional, sondern auch national unter der Dachmarke BioIndustrie 2021 verfolgt und Synergien der Partner genutzt, um die gesamte Branche der Industriellen Biotechnologie zu stärken.